# Seminario arcivescovile di Milano
Il seminario arcivescovile di Milano è il seminario dell'arcidiocesi di Milano.

## Storia

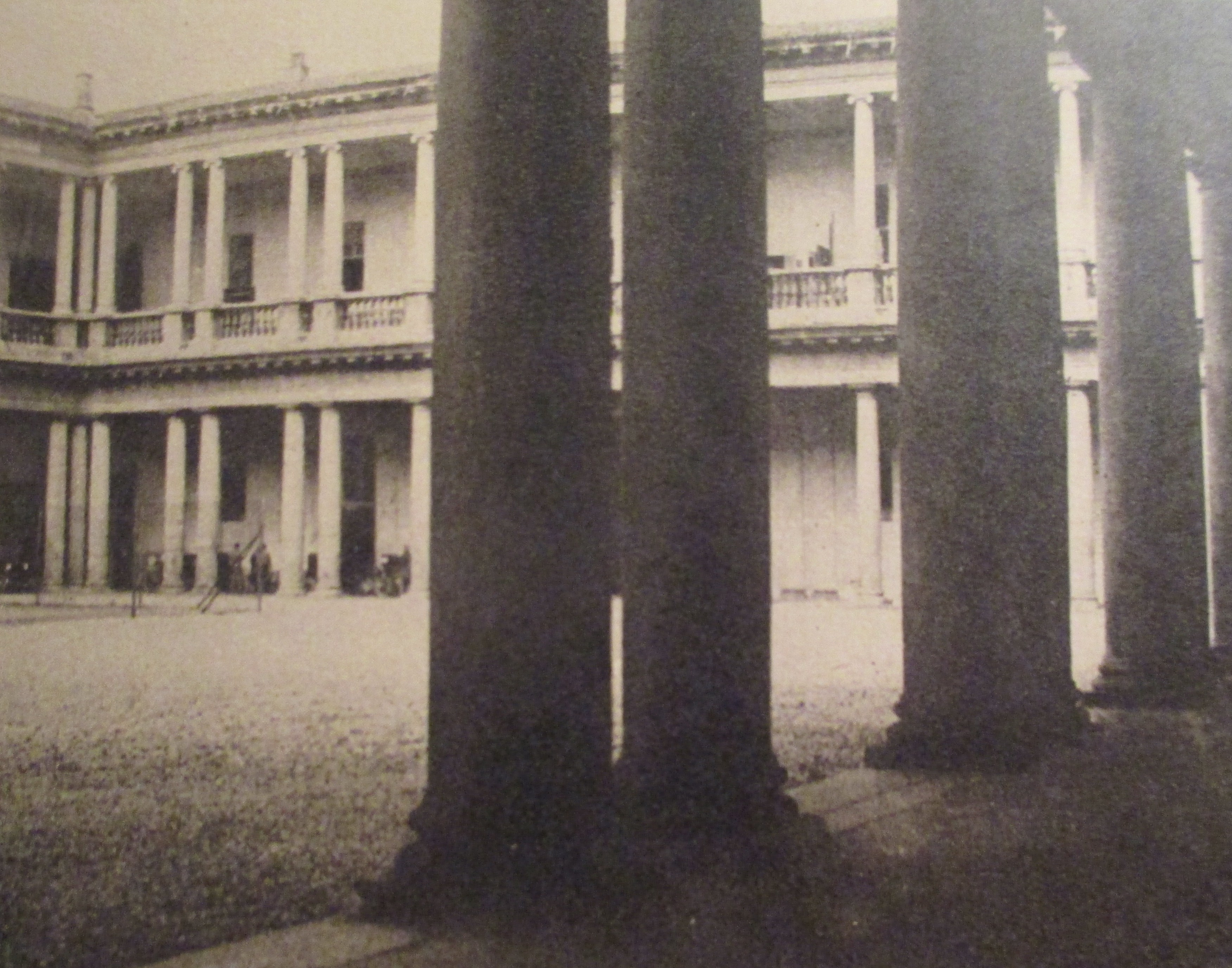
Seminario maggiore di Milano.

Il primo seminario risale ai tempi di Carlo Borromeo: l'inaugurazione avvenne nel 1564. Sotto l'episcopato di Federico Borromeo assunse forma definitiva la collocazione della sede in corso Venezia, con la denominazione di Seminario di Porta Orientale. Oltre alla sede milanese san Carlo fece costruire diverse sedi dislocate per l'ampia diocesi.
Dal 1638 al 1784 furono sette: tre nella città di Milano (il Seminario di Porta orientale, il Seminario della Canonica, il Collegio elvetico), quattro Seminari minori a Monza, Arona, Celana e Pollegio.
La riforma scolastica e la successiva presenza delle truppe napoleoniche trasformarono l'assetto e la configurazione precedenti: vennero dismesse le sedi di Celana, quelle milanesi del Collegio elvetico e del Seminario della Canonica, più tardi anche quella di Arona; venne invece aperta una struttura a Castello sopra Lecco. Nel 1839 avvenne il trasferimento di quest'ultima sede presso l'antico convento domenicano di  San Pietro martire a Seveso. Con questo passaggio la configurazione dell'itinerario seminaristico risultò così semplificato: il ginnasio a Seveso, il liceo a Monza, la teologia a Milano.
Nella seconda parte del XIX secolo si aprì a Monza un seminario per studenti poveri affidato al padre barnabita Luigi Villoresi: la formazione meno rigida e l'apertura alla cultura del tempo diedero vita ad un clero visibilmente diverso da quello formatosi con un'impostazione più tradizionale: ciò comportò inevitabili tensioni.
Nel 1900 venne aperto un Seminario nei pressi del Duomo, che prese il nome di Seminarietto, rivolto alla formazione di chi era destinato al servizio liturgico in cattedrale.
A seguito della visita apostolica dell'abate Alfredo Ildefonso Schuster, si costruì la sede di Venegono Inferiore con l'intento di trasferirvi il centro del seminario. La costruzione, iniziata nel 1928, cominciò a funzionare nel 1930 e fu inaugurata il 12 maggio 1935, unitamente alla consacrazione della basilica alla Divina sapienza che si trova al centro del seminario. 
Nei decenni successivi, oltre a Venegono in cui vennero collocati il liceo classico e gli ultimi tre anni di teologia (quattro dal 1989/90), vi furono diverse sedi: Seveso (medie-ginnasio), Masnago (elementari-medie), Arcore (medie), Merate (medie), Seminarietto del Duomo (ginnasio-liceo), Saronno (biennio teologico e comunità propedeutica), Milano (SVA: scuola vocazioni adulte).
Nel 1966 il cardinale Giovanni Colombo decise di trasferire la facoltà teologica, eretta da papa Leone XIII nel 1892, da Venegono Inferiore a Milano, costituendo così la Facoltà teologica dell'Italia settentrionale.
La crisi vocazionale degli anni seguenti impose una risistemazione delle comunità e comportò la chiusura di molte strutture. Nel 1972 vennero create le due comunità del Biennio Teologico, a Saronno, e del Quadriennio Teologico, a Venegono. Nel 1985 venne chiusa anche la sede di Seveso e il ginnasio fu trasferito totalmente a Venegono. 
Nel 1988 iniziò la prima ristrutturazione di tutto il complesso di Venegono. 
Il ripristino del diaconato permanente voluto dal cardinale Carlo Maria Martini nel 1986 ha trovato la sua collocazione nelle sedi del seminario, per poi arrivare definitivamente nella sede di Venegono Inferiore intorno agli anni 2000. 
A partire dal 1998 la sede del Biennio Teologico e della Comunità Propedeutica da Saronno venne trasferita nella sede del Santuario di San Pietro Martire a Seveso. 
Con il progressivo estinguersi del Seminario minore nel 2002 venne chiusa anche l'ultima sede presente nella parte nord della sede di Venegono Inferiore.
Nel maggio 2012 il cardinale Angelo Scola comunicò la decisione di riunire l'intera comunità del seminario a Venegono Inferiore. A seguito della ristrutturazione completa del lotto dell'ex-liceo, il Biennio Teologico e la Comunità Propedeutica vi si trasferirono definitivamente dal settembre 2013. 
Nel frattempo, dal settembre 2013 la sede di Seveso ha accolto il Centro pastorale ambrosiano e l'Istituto Sacerdotale "Maria Immacolata" (ISMI), ente che cura la formazione permanente dei preti nei primi anni di ordinazione.
Nel settembre 2016, rispondendo a un desiderio dell'arcivescovo Scola, venne aperta la prima Comunità seminaristica adolescenti a Parabiago nel decanato Villoresi, mentre la sede di Milano, è in ristrutturazione da parte di privati per riconversione.
Nel 2017 sono iniziati di lavori di ristrutturazione della parte dedicata al Quadriennio Teologico, della Basilica e del lotto IV che comprende la comunità delle suore e la comunità Sant'Andrea. 
La sede di Venegono ha ospitato anche momenti e incontri di grande rilievo, primo fra tutti la visita compiuta da papa Giovanni Paolo II il 21 maggio 1983, in occasione del Congresso eucaristico nazionale. Il 2 giugno 2015 la Basilica ha ospitato l'ordinazione episcopale dell'arcivescovo Piergiorgio Bertoldi, nunzio apostolico in Burkina Faso e Niger, per l'imposizione delle mani del cardinale Pietro Parolin, coconsacranti i cardinali Angelo Scola e Lorenzo Baldisseri.

## Struttura
Dal 2013 la sola sede del seminario dell'arcidiocesi ambrosiana, adibita alla formazione dei seminaristi è quella di Venegono Inferiore, che accoglie nella parte nord la Comunità Propedeutica e del Biennio Teologico, e nella parte sud la Comunità del Quadriennio Teologico.. Nel settembre 2023 una riconfigurazione delle diverse tappe del cammino di formazione e di discernimento, unitamente a una significativa riduzione del numero dei seminaristi, suggerisce la coabitazione delle due Comunità pur nel rispetto della specificità di ciascuna.

## Pubblicazioni
Oltre a La Scuola Cattolica – rivista scientifica edita dal 1873 –, il Seminario cura due pubblicazioni mensili: La Fiaccola e la Fiaccolina, quest'ultima rivolta a ragazzi e ragazze, specialmente a quanti sono impegnati nella liturgia come chierichetti.

## Rettori
Membri della Compagnia di Gesù durante l'episcopato di Carlo Borromeo
- Giacomo Carvaja (dicembre 1564-febbraio 1566)
- Tarquinio Rinaldi (primavera 1566-gennaio 1567)
- Antonio Pignolato (gennaio-aprile 1567)
- Giovanni Andrea Terzi (aprile 1567-1570)
- Giovanni Battista Sertorio (1570-ottobre 1571)
- Alfonso Sgariglia (ottobre 1567-luglio 1573), in seguito Rettore di Brera
- Filippo Trevisano (luglio 1573-marzo 1575) per la prima volta
- Giovanni Battista Velati (marzo 1575-gennaio 1576)
- Filippo Trevisano (marzo 1576-1577) per la seconda volta, al tempo dell'epidemia di peste
- Giacomo Della Croce (1577-1579), già docente di teologia scolastica a Brera

Oblati e Presbiteri diocesani (dalla Pasqua 1579)
- Giovanni Andrea Pionio (marzo-novembre 1579), prevosto di Olgiate Olona
- Prospero Colonna (novembre 1579-settembre 1580), O.SS.C.A., prevosto di Besozzo
- Paolo Salò (Salodio) (settembre 1580-inverno 1584/85) per la prima volta
- Massimiliano Pusterla (gennaio 1585), pro rettore
- Giovani Andrea Pionio (1585) per la seconda volta mentre è canonico del Duomo
- Alessandro Lambrugo, O.SS.C.A. (gennaio-maggio 1586) per la prima volta
- Paolo Salò (Salodio) (giugno 1586-1587) per la seconda volta
- Gerolamo Mazza (1587-1591)
- Guglielmo Vidone, O.SS.C.A. (settembre 1591-ottobre 1594), prevosto di San Nazaro
- Alessandro Lambrugo, O.SS.C.A. (novembre 1594-1603) per la seconda volta
- Giovanni De Clerici (1603-1604)
- Bernardo Rainoni (1604-1611)
- Marco Antonio Ruffini (1611-1616)
- Bernardo Rainoni (1616-1619), per la seconda volta
- Giovanni Battista Riboldi (1619-1624)
- Antonio Isacco (1624-1629)
- Giulio Mascaro (1629-1630)
- Francesco Maria Caponago (1630-1632)
- Giovanni Pietro Quadrio (1632-1636)
- Bartolomeo Grassi (1636), pro rettore
- Giovanni Pietro Greggio (1636-1653)
- Marco Antonio Marazio (1653-1661)
- Carlo Francesco Sala (1661-1663)
- Carlo Antonio Airoldo (1663-1665)
- Carlo Litta (1665-1672)
- Lodovico Buzio (1672-1673)
- Domenico Feriolo (1673-1678)
- Carlo Stefano Marinoni (1678-1680)
- Ambrogio Bonfante (1680-1682)
- Ferrante Osnago (1682-1687)
- Giovanni Lezzeno (1687-1689)
- Francesco Agostino Tartari (1689-1693), O.SS.C.A.
- Antonio Anserico Clerici (1693-1697)
- Antonio Marinone (1697-1700)
- Ambrogio Domenico Crespi (1700-1708)
- Alessio Custodi (1708-1712)
- Adriano De Adriani (1712-1714)
- Alfonso Piazza (1714-1721)
- Giuseppe Antonio Vicini (1721-1725)
- Tommaso Torriano (1725-1734)
- Benedetto Mazzoleni (1734-1742)
- Gaetano Venino (1742-1743)
- Carlo Antonio Belvisi (1743-1748)
- Francesco Rosa (1748-1754)
- Angelo Antonio Oltrocchi (1754-1758)
- Bernardino Bellotti (1758-1763)
- Baldassarre Ferni (1763-1768)
- Isidoro Medone (1768-1774)
- Paolo Bogni (1774-1783)
- Francesco Farina (1783-1786)

Seminario generale per la Lombardia con sede a Pavia (1786-1791)
- Luigi Borroni (1786-1787)
- Giuseppe Antonio Cernuschi (1787-1789)
- Giovanni Maria Crespi (1789-1795)
- Giovanni Battista Vanalli (1795-1798)
- Carlo Sozzi (1798-1808)
- Filippo Oggioni (1808-1813)
- Luigi Vittadini (1813-1821)
- Francesco Garavaglia (1821-1828)
- Antonio Staurenghi (1828-1836)
- Giuseppe Gaspari (1836-1847)
- Giuseppe Del Torchio (1847-1853)
- Carlo Cassina (luglio 1853-febbraio 1894), O.SS.C.A.
- Carlo Panighetti (1894-gennaio 1905), O.SS.C.A.
- Alessandro De Giorgi (settembre 1905-agosto 1926)
- Francesco Petazzi (ottobre 1926-agosto 1953)

Liceo e Seminario maggiore nella sede di Venegono (dall'estate 1930)
- Giovanni Colombo (1953-1963)
- Bernardo Citterio (1963-1983)
- Luigi Serenthà (1983-1986)
- Gianfranco Poma (1986-2000)
- Mario Delpini (2000-2006)
- Giuseppe Maffi (2006-2014)

Biennio e Quadriennio teologico nella sede di Venegono (dal settembre 2013)
- Michele Di Tolve (2014-2020)
- Enrico Castagna (dal 2020)

## Rettori del Triennio/Quadriennio Teologico
- Attilio Nicora (1970-1977)
- Diego Coletti (1977-1983)
- Giorgio Riva

## Pro-rettori. Biennio di Spiritualità
- Severino Pagani (1989-2002)
- Marco Oneta (2002-2007)
- Luigi Panighetti (2007-2015)
- Enrico Castagna (2015-2020)
- Isacco Pagani (dal 2021)